# Sleutel (gereedschap)

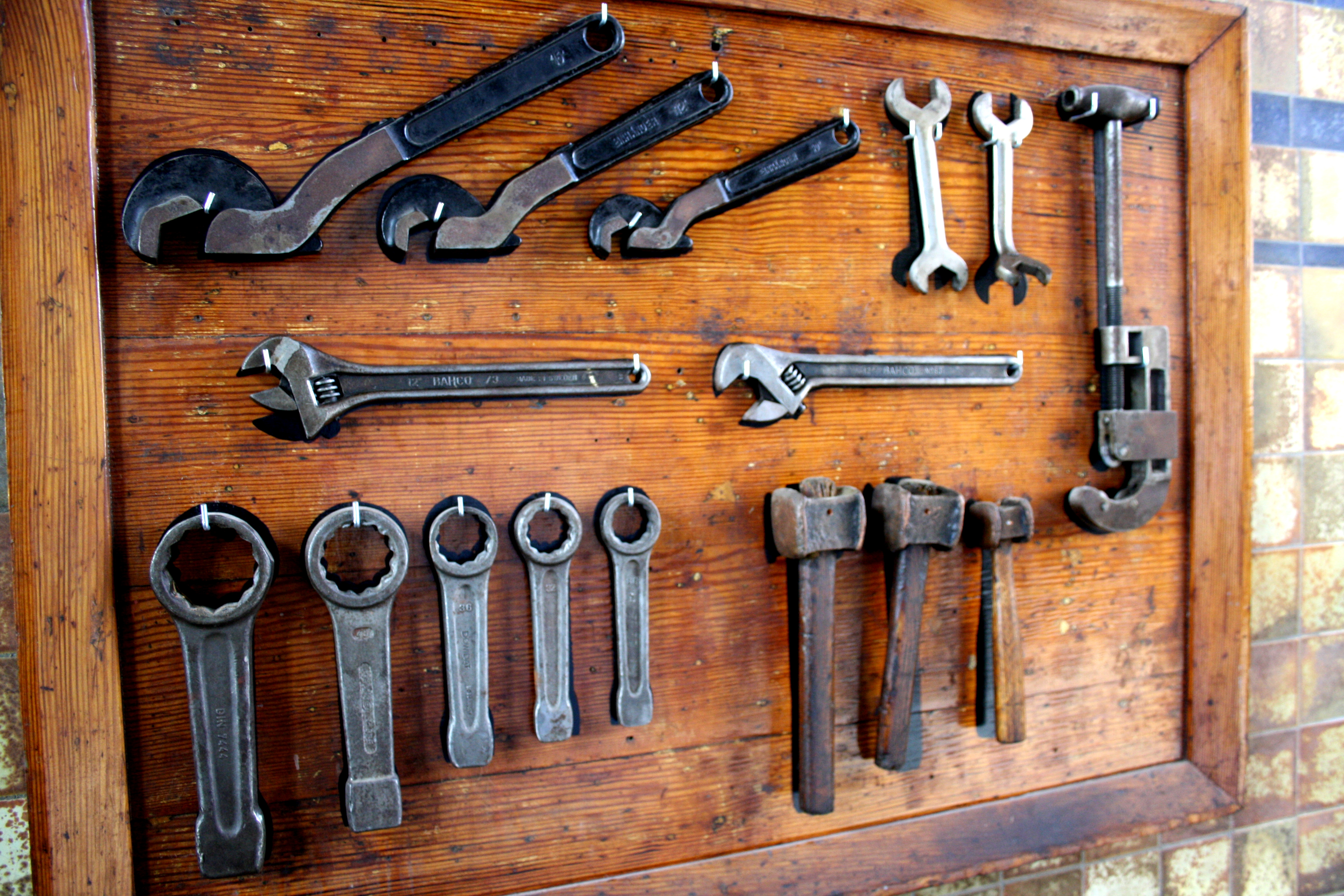
Bord met sleutels

Een sleutel of moersleutel wordt gebruikt voor het los- en vastdraaien van moeren en bouten.
De vorm van de moeren en boutkoppen zijn in de meeste gevallen zeskantig, maar ze kunnen ook vierkant zijn, of cirkelvormig met twee platte vlakken, of een andere vorm hebben. Door deze vormen is het mogelijk om met een passende sleutel de bouten en moeren te draaien. Bij een samenstel van een bout en een moer kan bovendien het meedraaien van de bout worden tegengegaan. De grootte van de kop kan variëren, daarom zijn er sleutels in vele maten. De sleutelwijdte (afstand tussen de twee evenwijdige vlakken van een moer of bout) wordt meestal aangeduid in millimeters, maar deze kan soms ook zijn aangegeven in fracties (bijvoorbeeld 5/8), in zo'n geval is de maatvoering in Engelse duim. Veel voorkomende maten zijn 10 mm, 13 mm, 15 mm en 17 mm.

## Soorten sleutels
Moersleutels zijn in velerlei soorten, afmetingen en kwaliteiten verkrijgbaar. Ze zijn vaak vervaardigd van speciaal staal. Meestal zijn ze niet verstelbaar maar er zijn ook verstelbare sleutels, de toepassing van een bepaald type sleutel hangt af van de specifieke situatie.

#### Steeksleutel
Een steeksleutel heeft aan één of beide uiteinden een open bek. De bekopening past om een moer met een bepaalde sleutelwijdte. De bekken zijn meestal aangebracht onder een hoek van 15° ten opzichte van de steel. Toepassing van een steeksleutel heeft als nadeel dat alle kracht op slechts twee van de zes zijden wordt uitgeoefend, waardoor deze bij zwaar gebruik kan uitschieten.

#### Ringsleutel
Een ringsleutel omsluit een moer of een boutkop over de gehele omtrek. De bek van een ringsleutel kan zijn uitgevoerd als een zeskant maar is meestal twaalfhoekig. De twaalfhoekige bek bestaat uit twee gelijke zeshoeken die ten opzichte van elkaar over een hoek van 30° verdraaid zijn. Het voordeel van een twaalfhoekige bek is dat men een moer of een boutkop in een nauwe ruimte steeds over een hoek van slechts 30° verdraaien kan.

#### Pijpsleutel
Een pijpsleutel is vervaardigd uit een naadloos stalen pijpeind. Elke uiteinde heeft een zeskantige opening waarin de kop van een bout of moer past. Het draaien gebeurt met een passende stift of wringstaaf.

#### Dopsleutel
Dopsleutels kunnen verschillend zijn uitgevoerd: als steel met een of meer vaste moerdoppen, of als steel met een serie bijbehorende losse moerdoppen.
Voorbeelden van dopsleutels met vaste moerdop(pen) zijn de bougiesleutel en de kruissleutel.
Dopsleutels met losse moerdoppen bestaan uit de volgende onderdelen: een steel met een vierkante stift die voorzien is van een snapkogeltje; een serie moerdoppen met aan de bovenzijde, een even grote vierkante opening waarin de stift zich automatisch klemt. De onderkant is voorzien van een zeshoekige opening die past op een bepaalde moer of boutkop. Een complete dopsleutelset bestaat, naast de doppen en de standaard handgreep, vaak uit verschillende handgrepen waaronder een met ratelmechanisme, diverse verlengstukken en een omslag.

#### Verstelbare moersleutel of Engelse sleutel
Verstelbare moersleutels hebben een verschuifbare bek, zodat de bekopening (sleutelwijdte) groter of kleiner gemaakt kan worden, dit geschiedt door draaiing van een stelschroef (wormwiel). Een verstelbare moersleutel wordt meestal met de merknaam bahco aangeduid, of ook wel met Engelse sleutel, alhoewel bij een 'echte' Engelse sleutel de bekken haaks op de steel staan, waarbij de losse bek zich parallel langs de steel verplaatst en de verstelling gebeurt door een draadspil in of aan de steel.

#### Inbussleutel
Inbussleutels zijn langwerpige zeskantige sleutels die aan één uiteinde onder een hoek van 90° zijn omgezet. Hiermee kunnen schroeven en bouten worden in- of uitgedraaid die voorzien zijn van een binnenzeskant. Er zijn ook inbussleutels waarvan de uiteinden voorzien zijn van een zogenaamde kogelkop, hiermee is het schroeven onder een hoek mogelijk, nadeel is dat de kogelkop minder belastbaar is.

#### T-sleutel
Een T-sleutel noemt men een sleutel waarvan de handgreep haaks op de steel is bevestigd. Dopsleutels met vaste dop en inbussleutels zijn vaak verkrijgbaar in T-sleutel uitvoering.

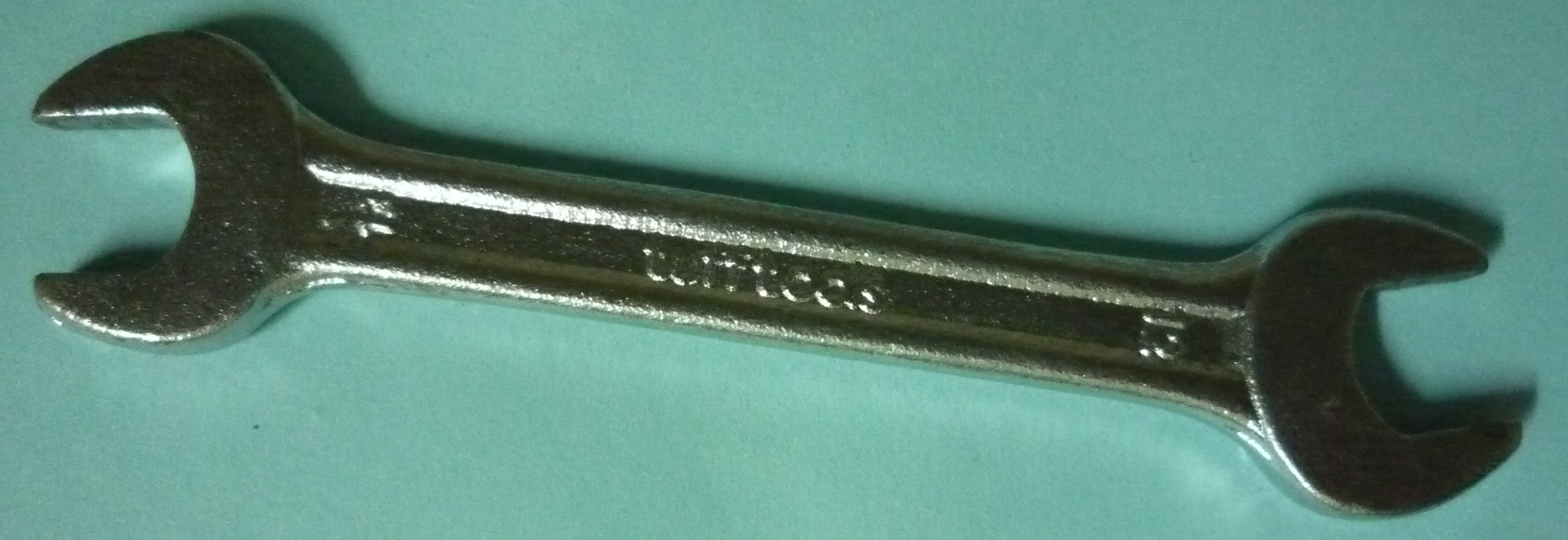
Steeksleutel
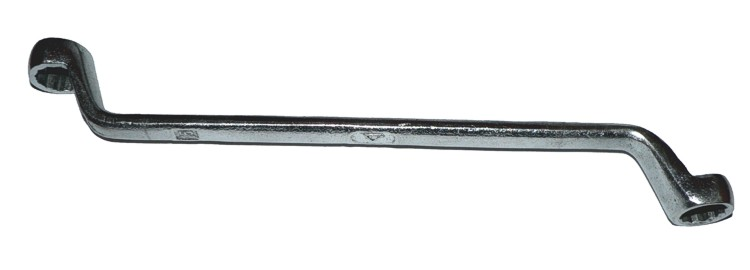
Ringsleutel
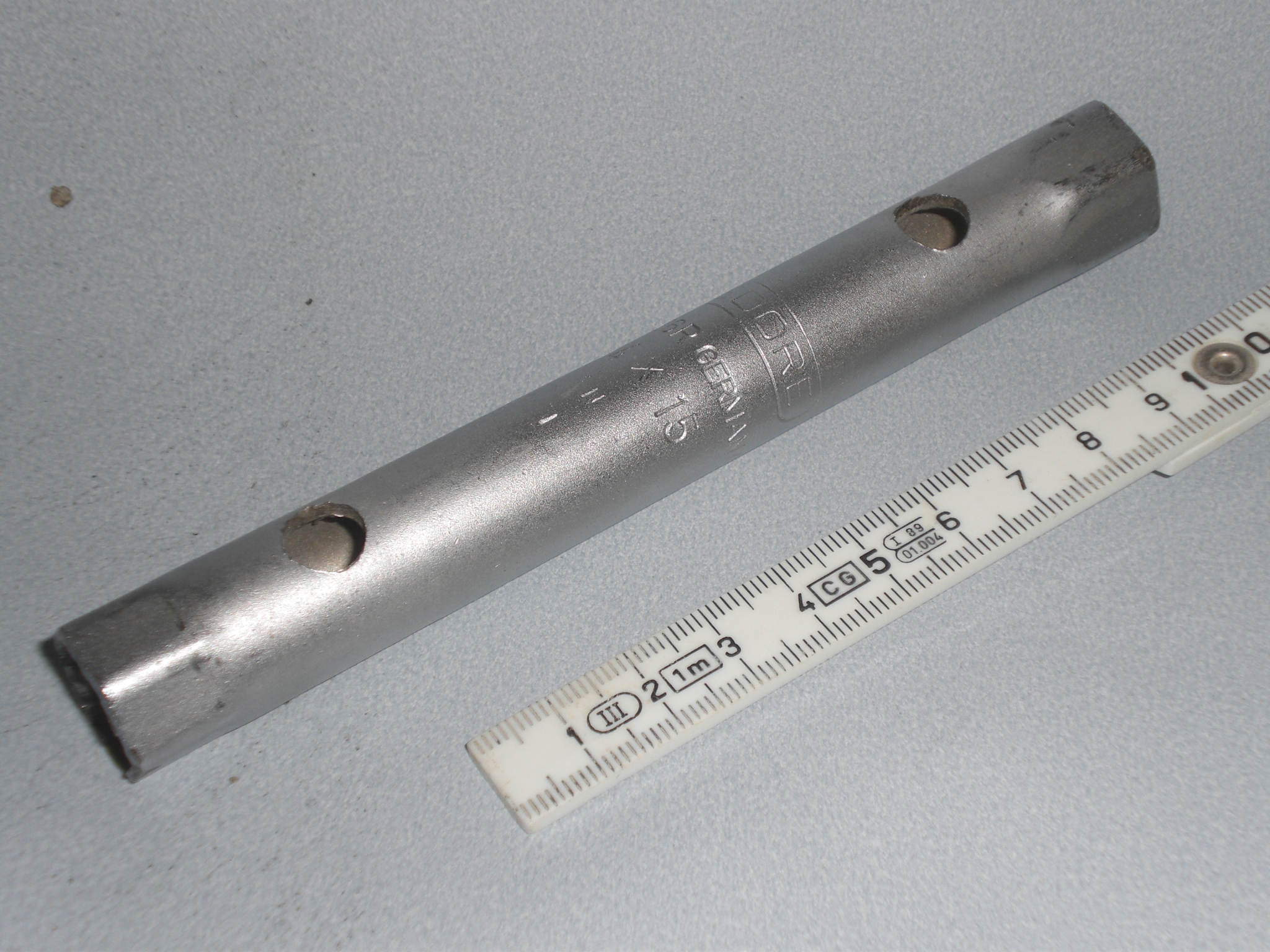
Pijpsleutel
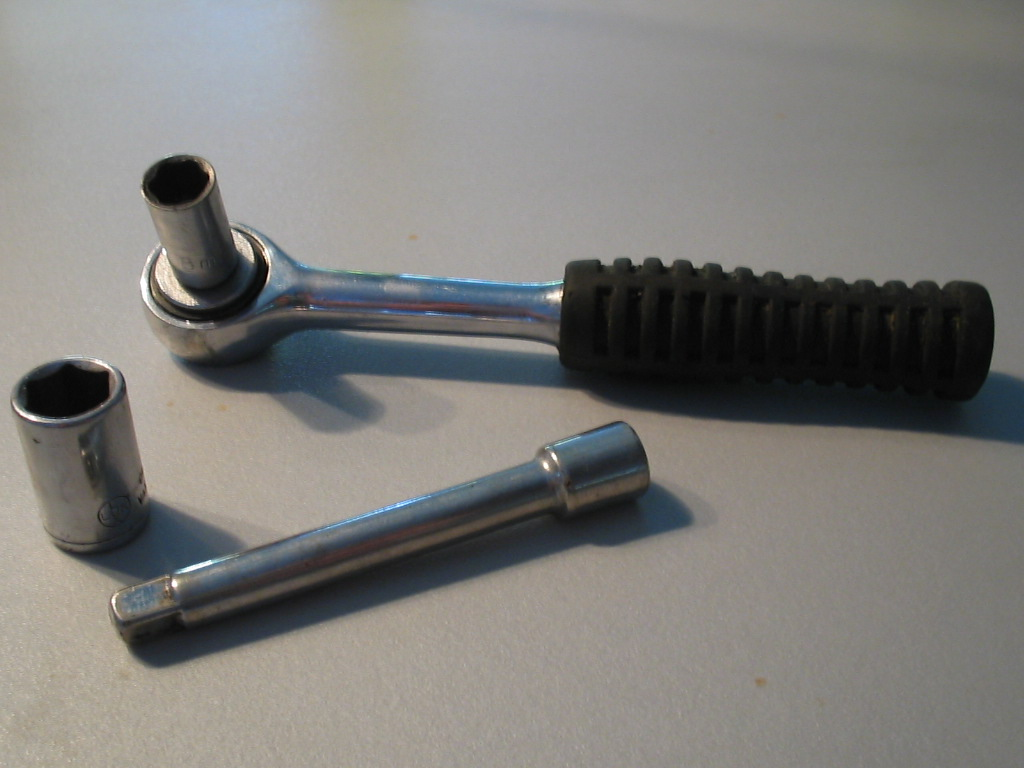
Dopsleutel
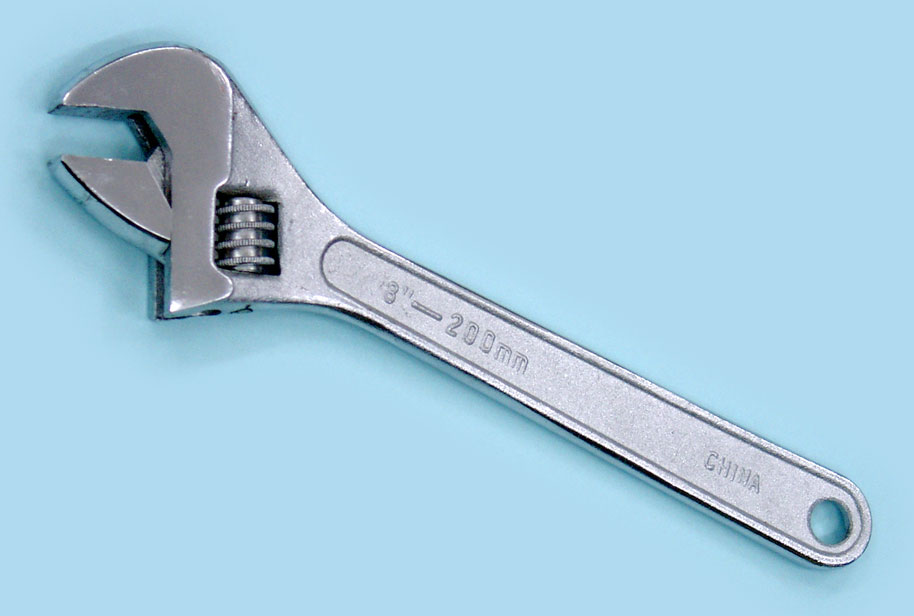
Verstelbare moersleutel
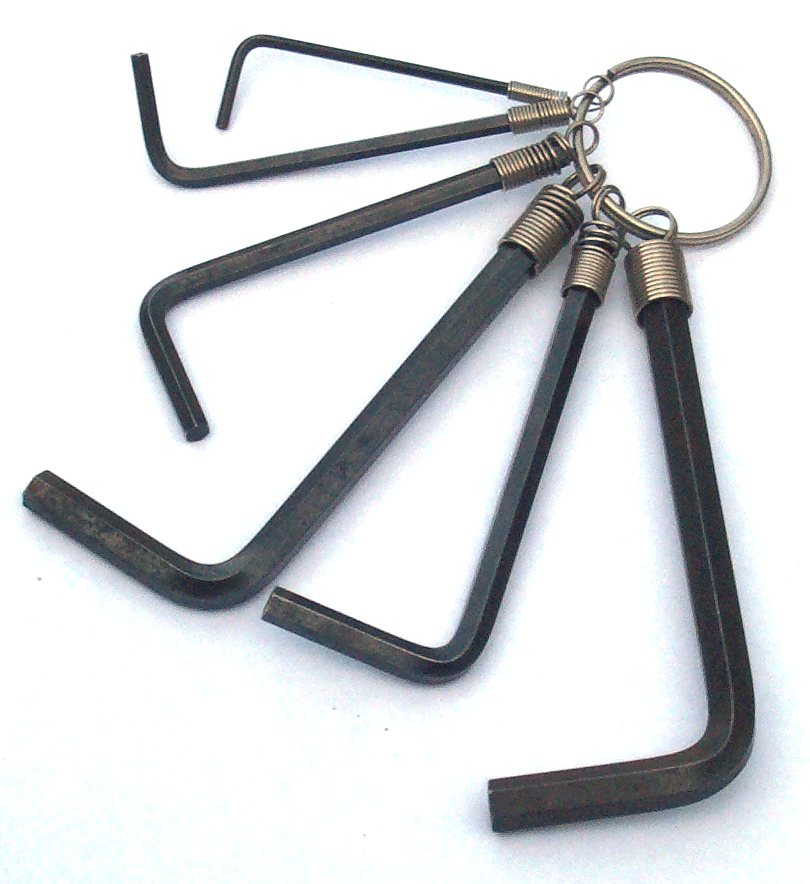
Inbussleutels
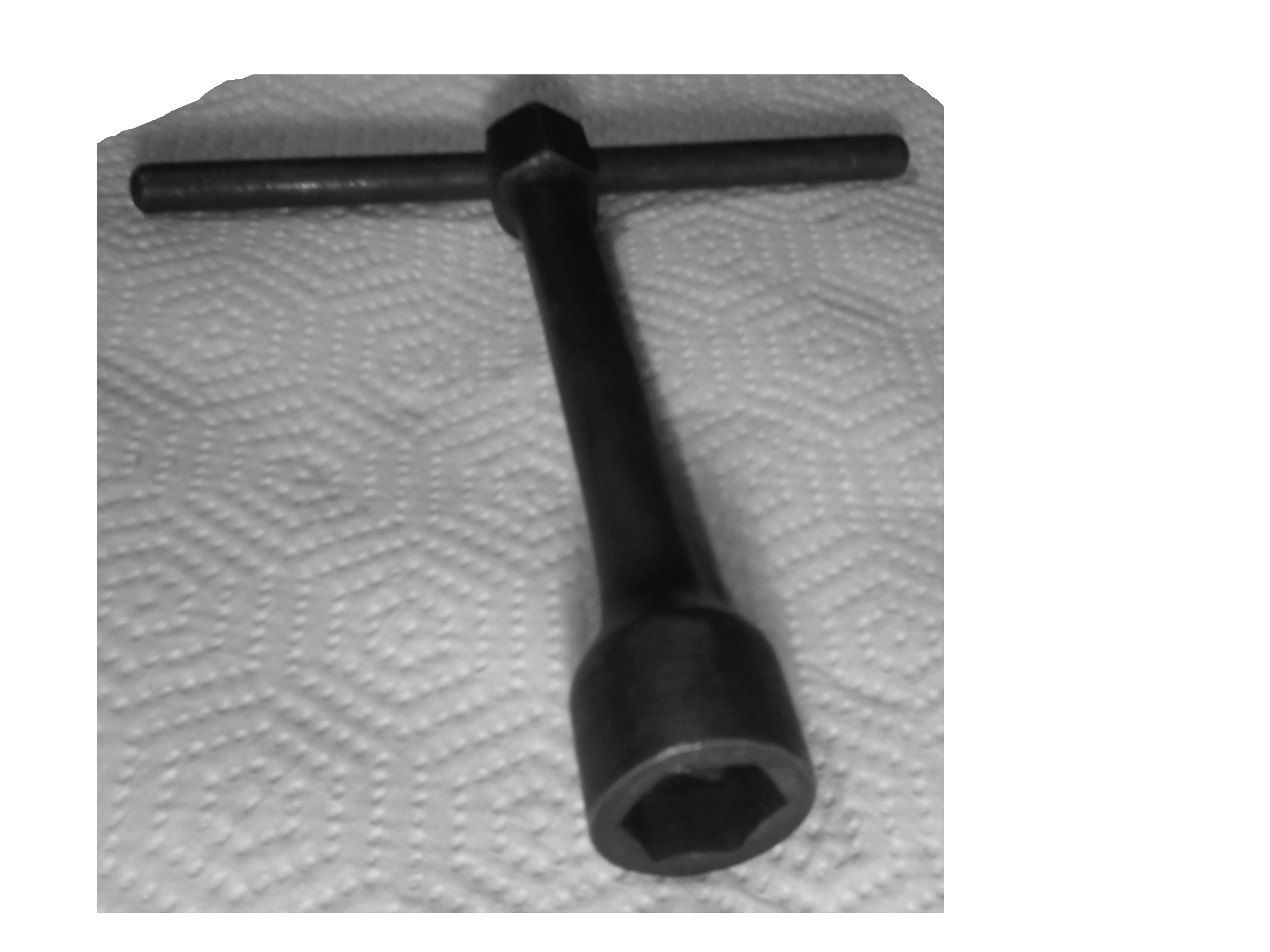
T-sleutel
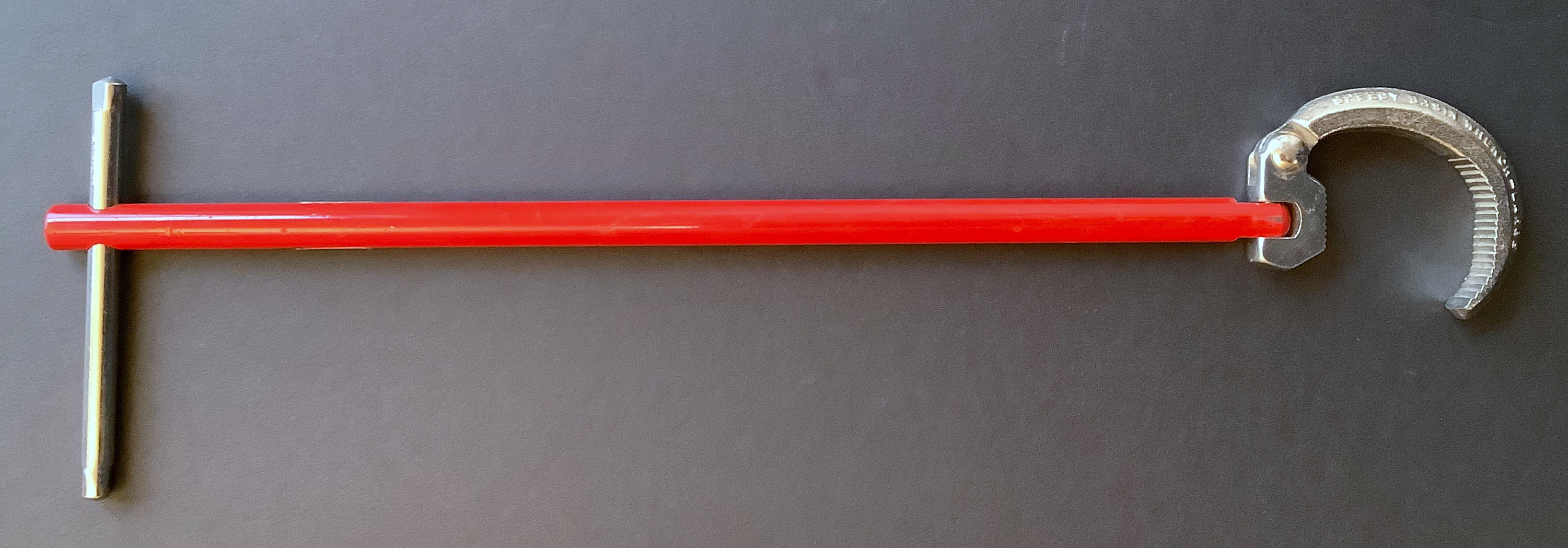
Kraansleutel

## Speciale sleutels
Naast sleutels voor algemeen gebruik zijn er sleutels voor specifiek gebruik.

#### Stokeindsleutel
Een stokeindsleutel is voorzien van een handvat met daarop een rol waarin zich diverse schroefdraadgaten bevinden, en waarin het draadeind van een stokeind kan worden gedraaid, hierdoor kan het houtdraaddeel van het stokeind gemakkelijk in hout of in een plug worden gedraaid.

#### Kraansleutel
Een kraansleutel wordt gebruikt voor het monteren van een kraan bij een aanrecht of wastafel, de sleutel is voorzien van een beweegbare bek die om de moer van de kraan wordt geklemd, de sleutel wordt bediend via een lange arm.

#### Passchroefsleutel
Een passchroefsleutel is een buis van kunststof of van massief hout, aan beide zijden bevinden zich twee verende uitsteeksels om passchroeven in groepenkasten te de- of te monteren. Het is een specifiek stuk gereedschap voor elektromonteurs. De meeste passchroefsleutels zijn geschikt voor beide maten passchroeven (zowel DII als DIII).